# Vườn quốc gia John Forrest
Vườn quốc gia John Forrest là một vườn quốc gia ở Tây Úc, Úc. Nó nằm cách 24 km về phía đông thành phố Perth.